# キリシタン文学
キリシタン文学（きりしたんぶんがく）は、キリシタンによる宗教文学の一種。室町時代末期から江戸時代初期（16世紀〜17世紀）にかけて、日本語で著述・翻訳されたキリシタン版の書物のことである。南蛮文学とも。

## キリシタン文学の例
1950年代に刊行された日本古典全書のシリーズに、「切支丹文学集」として2冊分があてられた。のち、それは平凡社東洋文庫で再刊されている。
また、日本思想大系には、『キリシタン書　排耶書』として、「どちりな・きりしたん」などの著作が収録されている。
角川文庫には『キリシタン版　伊曽保物語』が漢字かな交じり表記で翻刻されている。
- 伊曾保物語
- 日葡辞書